# فرانسیس جورج
 فرانسیس یوجین جورج (انگلیسی: Francis Eugene George؛ زادهٔ ۱۶ ژانویهٔ ۱۹۳۷ - درگذشته ۱۷ آوریل ۲۰۱۵) یک کاردینال، و اسقف اعظم اهل ایالات متحده آمریکا بود.